# Redd Foxx
John Elroy Sanford (St. Louis, 9 de dezembro de 1922 — Los Angeles, 11 de outubro de 1991), mais conhecido pelo seu nome artístico Redd Foxx, foi um ator e humorista americano, mais conhecido por seu papel na sitcom Sanford and Son.

## Biografia
Foxx nasceu em St. Louis, Missouri, e cresceu em Chicago. Sua mãe era descendente da tribo dos Seminoles. Seu pai, um eletricista, deixou a família quando Foxx tinha quatro anos. Ele foi criado por sua mãe e sua avó. Estudou por um breve período na DuSable High School com o futuro prefeito de Chicago Harold Washington, mas não se formou.
Na década de 1940, era associado de Malcolm Little posteriormente conhecido como Malcolm X. Na autobiografia de Malcolm, Foxx é referido como "Chicago RED, a mais engraçada máquina de lavar louça na terra". Foxx ganhou o apelido devido ao seu cabelo ruivo e da sua pele. Seu nome artístico foi tirado da junção dessa máquina de lavar louças e da estrela do basebol Jimmie Foxx.

## Carreira

### Clubes de comédia
Redd Foxx, em seguida, continuou trabalhando como comediante. Foxx ganhou notoriedade com seu desempenho nos "clubes de comédia" (considerado atrevido pelos padrões da época). Sua grande chance veio após a cantora Dinah Washington insistiu que Foxx fosse a Los Angeles, onde o produtor Dootsie Williams de Dootone Records assistiu seu material no clube Brass Rail. Ele assinou contrato de longo prazo e lançou uma série de álbuns de comédia que rapidamente se tornaram cult favoritos. Suas apresentações de stand-up comedy foram liberadas mais tarde e se tornou muito popular.
Ele foi também um dos primeiros negros a se apresentar para uma platéia de brancos na Las Vegas Strip. Foxx usou a força do seu personagem em Sanford and Son para ajudar a arranjar emprego para atores como LaWanda Page, White Slappy, Gregory Sierra e Pat Morita.

### Sanford and Son
Foxx alcançou fama mundial na sitcom de comédia Sanford and Son, uma adaptação da série da BBC, Steptoe and Son, estreou na NBC em 14 de janeiro de 1972, e foi transmitida em seis temporadas, o último episódio foi ao ar em 25 de março de 1977. Foxx interpretou Fred G. Sanford, enquanto Demond Wilson fez o papel de seu filho LaMont.

### Pós-Sanford and Son

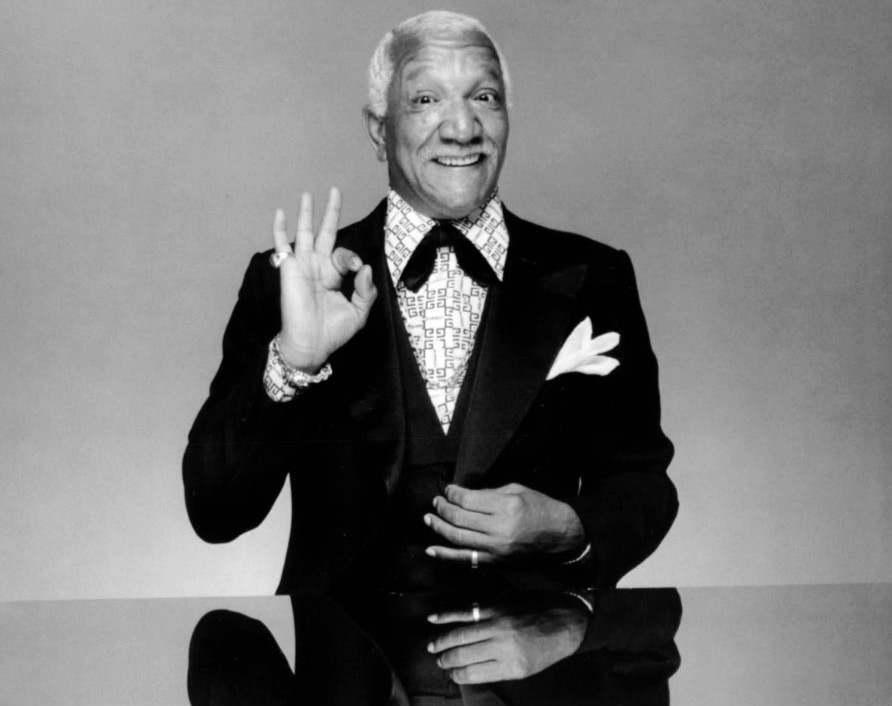
Foto promocional de The Redd Foxx Show, 1977.

Em 1977, Foxx deixou Sanford and Son, depois de seis temporadas de grande sucesso (e a série foi cancelada devido exclusivamente à sua partida) para estrelar um programa de variedades de curta duração, mas em 1980 ele voltou a atuar como Fred G. Sanford, no spin-off Sanford.
Seu último trabalho foi na série The Royal Family de 1991, no qual ele co-estrelou com sua amiga de longa data Della Reese.

## Vida pessoal

### Casamentos
Redd Foxx foi casado quatro vezes. Seu primeiro casamento foi com Evelyn Killebrew em 1948, mas terminou em divórcio em 1951. Seu segundo casamento foi com Betty Jean Harris, uma dançarina companheira de LaWanda Page, que mais tarde seria conhecida como sua rival Esther Anderson, em Sanford and Son. O casal se casou em 22 de julho de 1956. Harris Foxx tinha uma filha adotiva Debreca Foxx, que tinha cerca de nove anos de idade na época. O casamento terminou em divórcio em 1975.
Foxx, em seguida, casou-se com uma chinesa-americana Yun Chi Chung, em 1976, mas o casamento foi novamente de curta duração, terminando em 1981. Na época da sua morte, em 1991, Foxx era casado com Ka Ho Cho.

### Problemas financeiros e fiscais
Segundo a revista People, "Foxx supostamente uma vez ganhou US$ 4 milhões em um único ano, mas esgotou sua fortuna com um luxuoso estilo de vida, exacerbado pelo que chamou de "gestão muito ruim". Contribuindo para seus problemas um acordo de divórcio em 1981 de 300 000 dólares pagos à sua terceira esposa. Em 1983, ele arquivou a bancarrota, com um longo processo, pelo menos, até 1989. A Receita Federal apresentou privilégios fiscais contra a propriedade de Redd Foxx do imposto de renda que ele devia de 1983 até 1986, totalizando $ 755 166,21 dólares. Em 28 de novembro de 1989, a Receita Federal apreendeu sua casa em Las Vegas e sete veículos (incluindo um Modelo T 1927, um Panther J72 1975 um Zimmer 1983, e uma Vespa) para pagar os impostos que até então tinha crescido para 996 630 dólares, incluindo multas e juros. Os agentes também apreenderam "12 769 dólares em dinheiro e uma dúzia de armas, incluindo uma pistola semi-automática", entre cerca de 300 itens no total, supostamente deixando apenas uma cama de Foxx. Foxx afirmou que o IRS "tomou o meu colar e a pulseira de identificação fora de meu pulso e o dinheiro do meu bolso… eu fui tratado como se não fosse humano". Tem sido relatado que, no momento da sua morte, em 1991, Foxx devia mais de 3,6 milhões de dólares em impostos.

## Morte
Em 11 de outubro de 1991, durante um intervalo das gravações de The Royal Family ele sofreu um ataque cardíaco fatal no set. Della Reese e o resto do elenco e a equipe pensou que ele estava fazendo seu clássico "Elizabeth, estou chegando para se juntar a você!" um falso ataque cardíaco que o tornou famoso em Sanford and Son, mesmo indo tão longe como o colapso no chão, apesar de que não era parte da cena. No entanto, este ataque cardíaco era real, e Foxx nunca mais recuperou a consciência. Foxx recebeu postumamente uma estrela na Calçada da Fama em 17 de maio de 1992.
Alguns anos após a morte de Foxx vários compradores de sua casa alegaram que sua propriedade era "assombrada" por ele. Algumas pessoas foram mais longe e afirmam que Foxx falsificou a sua morte, porque ele ainda devia dinheiro ao Imposto de Renda. Martin Lawrence zombava destas afirmações sobre o incidente no episódio piloto da sitcom Martin. Ele disse: "O homem fingiu. Se você devesse 16 bilhões de dólares em impostos, o que você faria?".
Encontra-se sepultado em Las Vegas, no Palm Valley View Memorial Park. Em 1993, sua mãe Mary Carson (1903-1993), morreu cerca de 17 meses depois de Foxx, e foi enterrada à direita de seu filho.

## Influência
O comediante Chris Rock fez uma homenagem a Foxx no seu seriado, Everybody Hates Chris e o ator e cantor Jamie Foxx adotou este nome em homenagem a Foxx.

## Redd Foxx na cultura popular
Na primeira temporada de In Living Color, em referência aos problemas financeiros de Foxx, foi interpretado por Damon Wayans, que faz um anúncio de serviço público para incentivar as pessoas a pagar seus impostos.
No filme, Why Do Fools Fall in Love, Fox é interpretado por Aries Spears. Ele é um comediante que se apresenta em comédia "stand-up".  
Na série de televisão animada Family Guy faz uma paródia de Star Wars no episódio "Blue Harvest", Redd Foxx faz uma breve aparição como um piloto de uma nave X-Wing. Quando seu navio foi abatido, ele chora "Estou chegando Elizabeth!" antes de morrer. Além disso, ele foi parodiado em Family Guy como seu personagem em Sanford and Son, assim como outros personagens da série, alguns mostrados por Peter Griffin.
Foxx foi escolhido para ser representado no programa Celebrity Deathmach da MTV, anunciando Jamie Foxx no episódio "When Animals Attack". Em vez de Red Foxx no entanto, Jamie Foxx interpretou Ray Charles.
No episódio "Stinkmeaner 3: The Hateocracy" da série animada The Boondocks, foi retratado como Lord Rufus Crabmiser, um dos velhos amigos de Stinkmeaner que vem para matar a família Freeman. LaWanda Page também é retratada no mesmo episódio como Lady Esmeralda Gripenasty.
Redd Foxx aparece como um personagem menor no romance Blood's a Rover (2009) de James Ellroy. Ele dá um elogio obsceno no velório de Scotty Bennett, um detetive desonesto assassinado, na LAPD dizia "Scotty Bennett foi foda como um porco-espinho. Eu tenho que lhe dizer que era um porco-espinho do sexo feminino, então eu não vejo nada pervertido nele".

## Filmografia

### Filmes
- All the Fine Young Cannibals (1960)
- Cotton Comes to Harlem (1970)
- Norman… Is That You? (1976)
- Harlem Nights (1989)

### Televisão
- Sanford and Son (1972–1977)
- The Redd Foxx Comedy Hour (1977–1978)
- On Location (1978)
- Sanford (1980–1981)
- Viva Shaf Vegas (1986)
- The Redd Foxx Show (1986)
- Ghost of a Chance (1987)
- The Royal Family (1991)

## Discografia

### Dooto Records
- DTL01  - The Best Laff
- DTL214 - Laff Of The Party Vol. 1
- DTL219 - Laff Of The Party Vol. 2
- DTL220 - Laff Of The Party Vol.3
- DTL227 - Laff Of The Party Vol.4
- DTL234 - Best Of Foxx Vol. 1"
- DTL236 - Laff Of The Party Vol.7
- DTL249 - Burlesque Humor
- DTL253 - The Side Splitter Vol.1
- DTL265 - The Laff of the Party Vol. 8
- DTL270 - The Side Splitter Vol. 2
- DTL274 - Best of Fun (Red Foxx and Others)
- DTL275 - Racy Tales
- DTL290 - Redd Foxx Funn
- DTL295 - Sly Sex
- DTL298 - Have One On Me
- DTL385 - The New Soap/Song Plugging
- DTL390 - The Jackasses/The Race Track
- DTL397 - The Honeymooners/The Sneezes
- DTL402 - Beans And Pineapple Sauce/The Army
- DTL408 - The Two Oars/The Preacher's Bicycle
- DTl411 - The Dead Jackass/Women Over Forty
- DTL416 - Real Pretty Baby/It's Fun To Be Living In The Crazy House
- DTL418 - Best Of Redd Foxx Parts 1&2
- DTL421 - The House/Sex And Orange Juice
- DTL426 - Hollywood Playboy/The Dogs Meeting
- DTL436 - South Of The Border/The Plastic Surgeon
- DTL453 - The Dear John Letter/Honesty Is The Best Policy
- DTL455 - The Shoe Shine Boy/The Royal Thighs And Others
- DTL458 - 118 Ways To Make Love/Pregnancy Co-Operation
- DTL460 - No Teeth/With My Teeth/The Best Years/Deep Sea Diver
- DTL464 - Christmas Hard Ties/Jaw Resting
- DTL801 - Laffarama
- DTL804 - Wild Party
- DTL809 - This is Foxx
- DTL815 - He's Funny
- DTL820 - Red Foxx At Jazzville U.S.A.

### MF Records
- RF1 - Laff Your Head off
- RF2 - Laff Your Ass Off
- RF3 - Redd Foxx At Home
- RF4 - A Whole Lot of Soul
- RF5 - At His Best
- RF6 - Doin' His Own Thing
- RF7 - Say It Like It Is
- RF8 - Is Sex Here To Stay
- RF9 - Where It's At
- RF10 - Huffin' And A Puffin'
- RF11 - I Am Curious, Black
- RF12 - Three Or Four Times A Day
- RF13 - Mr. Hot Pants
- RF14 - Hot Flashes
- RF15 - Restricted
- RF16 - Superstar
- RF17 - Spice can Be Nice!

## Prêmios
- Hollywood Walk of Fame
- Golden Globe Award para Melhor Ator (série cómica ou musical) em televisão